# مارکو شپانوویچ
مارکو شپانوویچ (به صربی: Marko Šćepanović) (زاده ۸ اوت ۱۹۸۲ - پودگوریتسا) بازیکن فوتبال اهل کشور مونته‌نگرو است. مارکو در تیر ماه ۱۳۹۲ با قراردادی یک‌ساله به پرسپولیس تهران پیوست.